# Мауретте, Виктория
Виктория Моретт (Victoria Regina Maurette; также известная под псевдонимом «Вико», род. 30 июля 1982) — аргентинская актриса, певица, композитор и автор песен. На своей родине в Аргентине она стала известна благодаря роли Виктории «Вико» Пас в популярном молодёжном телесериале «Мятежный дух» продюсера и режиссёра Кристины Морены, а за рубежом получила признание благодаря участию в трёх жанровых фильмах культового американского режиссёра независимого кино Альберта Пьюна - «Брошенный умирать», «Лицом к пуле» и «Сказания о древней империи», а так же участием в таких отмеченных кинофестивальными наградами фильмах ужасов, как «Театр абсурда», «Пять минут после полуночи», «Что воды оставили позади», «Некрономикон» и «Байки на Хэллоуин». За главную роль в фильме Альберта Пьюна «Брошенный умирать» Моретт получила престижную награду «Лучшая женская роль» на VIII Международном Кинофестивале фильмов ужасов и научной фантастики «Рохо Сангре» в Буэнос-Айресе. 
В 2002—2003 годах, в качестве бэк-вокалистки и танцовщицы Виктория гастролировала в двух международных турах вместе с популярной аргентинской поп-группой «Erreway», а после роспуска коллектива стала выступать со своими авторскими песнями, самостоятельно выпустив в 2009 году свой первый официально изданный CD-альбом «Виктория».
После двадцати лет интенсивной работы в шоу-бизнесе, Виктория приобрела внушительный артистический и профессиональный опыт: за эти годы она много снималась в художественном кино и телесериалах, где исполняла самые разноплановые роли, успешно играла в театре и вела популярные передачи на аргентинском телевидении. В плане музыкального творчества ей удалось подняться от выступлений в небольших ночных клубах, до крупных стадионных концертов, а также создать собственную звукозаписывающую студию, и независимо записать шесть сольных альбомов. В настоящее время Виктория работает над  съёмками своих музыкальных видеоклипов  и планирует поставить собственный телесериальный проект. Эта яркая харизматичная женщина, с запоминающейся внешностью и многогранным талантом, всегда умела выразить себя творчески, и в этом ей несомненно помогает искусство. 

## Ранняя жизнь
Виктория Моретт родилась 30 июля 1982-го года в Буэнос-Айресе (столица Республики Аргентина), в семье аргентинцев французского происхождения. Через несколько месяцев семья перебралась в США, благодаря чему в дальнейшем английский стал основным языком Виктории. Спустя годы они вновь всей семьёй переезжают, сначала в Эквадор, а затем в Мексику. Наконец, в 1994-м они вернулись в Аргентину, где Виктория окончила международную Ассоциацию школ Линкольна (Asociaciones Escuelas Lincoln); и вскоре после этого начала карьеру художницы. Ещё во время учёбы в школе Виктория была членом драматического кружка и пела в хоре.

## Актриса
В 2001-м году Виктория Моретт подписала свой первый профессиональный контракт на участие в театральном мюзикле «Волшебные моменты Диснея» (Disney Magical Moments). Вскоре, в одном из баров Буэнос-Айреса, где она продолжала петь, её заметили крупные аргентинские телепродюсеры и пригласили девушку на прослушивание для участия в развлекательных телешоу, которое она успешно прошла. После чего Викторию стали приглашать вести различные телепрограммы. На аргентинском телевидении Моретт впервые дебютировала в 2002-м году, в подростковом сериале «Мятежный дух», созданном продюсерской компанией Кристины Морены в партнёрстве с израильской дистрибьют-группой «Dori Media Group Ltd.». Телепроект быстро стал широкопопулярным в латино-американских странах и получил главную премию мировой испаноязычной телеиндустрии «INTEВ» в номинации «Лучшая молодёжная программа 2003 года», ежегодно вручаемой в Майами. Сериал стартовал 27-го мая 2002-го года на аргентинском телеканале «Azul TV» (ныне «Canal-9»), а затем перешёл на канал «América TV». За прошедшие двадцать лет, с момента выхода сериала «Мятежный дух», его показ состоялся и продолжает повторяться более чем в сорока странах, включая Индонезию, Индию, Германию, Францию, Италию, Австрию, Грецию, Румынию, Испанию, Израиль, Россию, Казахстан и Украину, а такие крупнейшие развлекательные платформы, как «Fox Kids», «TeenNick», «Disney Channel», «Prime Video» и «Netflx», внесли его в свои каталоги. В течение четырёх лет Виктория Моретт работала в ежедневно выходящих телепроектах, популярность и высокие рейтинги которых позволили ей гастролировать по всей Аргентине, странам Латинской Америки, в Испании и Израиле. 
В 2004-м году Виктория снялась в первом сезоне пародийно-комедийного телесериала «Не бывает двух без трёх» актёра и режиссёра Пабло Гранадоса, за участие в котором, вместе со всей актёрско-съёмочной группой получила Премию Мартина Фиерро от аргентинской Ассоциации теле и радиожурналистов (APTRA) «За Лучшую юмористическую передачу» на телевидении. В 2007-м она дебютировала на большом киноэкране в американо-аргентинском вестерне ужасов «Брошенный умирать», поставленного культовым режиссёром независимого кино Альбертом Пьюном. В картине «Брошенный умирать», её партнёршей по площадке стала американская актриса Даниэль Харрис. Это был первый художественный фильм Виктории на английском языке, и первая картина, которая принесла ей главную премию «B.A.R.S» - «За лучшую женскую роль» на Международном Кинофестивале фильмов ужасов и научной фантастики «Рохо Сангре» в родном Буэнос-Айресе. В 2008-м году она сыграла небольшую роль во франко-аргентинском научно-фантастическом триллере «Хищник: перерождение дьявола», в котором также были заняты известный американский актёр Лэнс Хенриксен и французская актриса Агата де Ла Буле, а в следующем 2009-м снялась в аргентинской психологической драме Хуана Бальдана «Лос-Анджелес» и американской комедии начинающего режиссёра Глена Берри «Кунг-фу Джо», где исполнила главную роль.
В 2010-м её вновь пригласил на съёмки сразу же в двух своих картинах американский режиссёр Альберт Пьюн. Виктория сыграла главную роль в триллере «Лицом к пуле», где её партнёром по съёмочной площадке был известный голливудский киноактёр Стивен Бауер; и роль второго плана в приключенческом боевике Пьюна «Сказания о древней империи», где главные роли исполнили американские актёры Кевин Сорбо, Майкл Паре, Уитни Эйбл и израильская киноактриса Инбар Лави. Одновременно, в 2009-2010 годах Моретт была занята в одной из ведущих ролей аргентинского комедийного телесериала «Джейк и Блейк» режиссёра и сценариста Кристины Морены, а в 2014-м снялась в аргентинском драматическом сериале «Люкс», вместе с популярным телесериальным актёром Габриэлем Коррадо, известным в 1990-е годы многим российским зрителям.
Начиная с 2016-го, Виктория продолжает ежегодно сниматься в художественном кино, много играет на театральной сцене, вместе со своей группой выступает с сольными концертами и периодически путешествует по международным латиноамериканским кино-театральным фестивалям, представляя свои новые работы. В 2024-м году актриса приступила к съёмкам в совместном международном кинопроекте - научно-фантастическом фильме ужасов под названием «28», где она сыграет одну из главных ролей вместе с профессиональными чилийскими актёрами Макареной Каррере и Алехандро Трехо, а так же испанским актёром Эмилио Гавира. Съёмки картины пройдут в Чили, Бразилии и Мексике.  

## Музыкальная карьера
Ещё во время учёбы Виктория Моретт начала петь в барах и ночных клубах Буэнос-Айреса и в большей степени хотела стать профессиональной певицей. В 2001-м году она подписала свой первый профессиональный контракт на участие в мюзикле «Волшебные моменты Диснея». В 2002-м она снялась в молодёжном телесериале Кристины Морены «Мятежный дух» вместе с будущими участниками аргентинской поп-группы «Erreway», созданной во время съёмок сериала (в составе Камилы Бордонаба, Фелипе Коломбо, Луисаны Лопилато и Бенхамина Рохаса). На шоу-концертах группы «Erreway» Виктория танцевала и исполняла партии бэк-вокала в трёх популярных композициях коллектива («Bonita de Más», «Resistiré» и «Rebelde Way»), а так же снялась в музыкальных видеоклипах на эти песни; в дальнейшем она выступала в двух международных гастрольных мега-турах поп-группы «Erreway»: «Erreway en Grand Rex - 2002» и «Nuestro Tiempo - 2003». Во время второго концертного тура 2003-го года Виктория впервые на большой сцене исполнила свою сольную песню «No Soy Asi», перед десятитысячной зрительской аудиторией. Гастроли с «Erreway» принесли ей дополнительную известность в португало-испано-говорящем пространстве. 
Группа добилась заметного успеха благодаря хорошему приёму в странах, где транслировался сериал «Мятежный дух», и после окончания телепоказа совершила концертные туры по всей Аргентине, в Парагвай, Уругвай, Перу, Эквадор, Доминиканскую Республику, в Испанию и Израиль. Ансамбль пользовался большим успехом у себя на родине в Аргентине, а так же в Испании, Греции, на Кипре, и в особенности в Израиле, продав около двух миллионов пластинок и добившись нескольких платиновых записей. Затем группа была распущена на два года, и воссоединилась не в полном составе, чтобы дать в 2006-2007 годах серию прощальных концертов в Аргентине, странах Латинской Америки и Испании;  билеты на последние выступления коллектива были практически полностью распроданы, а в ряде стран, из-за массовой скупки билетов пришлось в последнюю минуту вносить в график дополнительные концерты. За период своей деятельности «Erreway» записали и выпустили четыре полномасштабных CD-альбома, последний из которых был издан в 2021-м году на основе старого, прежде неиздававшегося материала.
После завершения съёмок в телесериале 2004-го года «Не бывает двух без трёх» Виктория посвятила время изучению теории музыки, совершенствованию вокала и сочинению первых собственных композиций. В 2005-м, своими силами она записала дебютный сольный альбом под названием «Paso a Paso», который, однако, по разным причинам официально выпущен не был. Позднее, четыре музыкальных сингла с этого невышедшего альбома: «Si Solo Supieras», «Buenas Noches», «Sin Querer» и «Aunque» — были включены в её второй, официально изданный релиз на компакт-диске под названием «Victoria» 2009-го года, с программой которого она дала несколько концертов в клубах Буэнос-Айреса. В этот альбом, выпущенный Викторией полностью независимо, также вошли шесть её новых поп-рок-композиций, вдохновлённых творчеством популярных американских певиц Аланис Мориссетт, Фионы Эппл и Шерил Кроу. В своём творчестве ей удаётся оригинально синтезировать латино-американскую поп и рок-музыку с элементами фольклора, а так же успешно экспериментировать с различными современными стилями.
В 2018-м году она получила интересное предложение от крупного аргентинского шоу-бизнесмена в сфере индустрии развлечений, основателя нескольких музыкальных радиостанций и звукозаписывающей студии «DG Records» Дэниела Гринбэнка, записать трибьют-альбом кавер-версий популярной рок-классики 1960-х годов. В результате, в 2019 артистка выпускает свою третью студийную работу «Get Together», с двенадцатью оригинальными каверами, спродюсированными музыкантом Твити Гонсалесом, ранее работавшим со многими именитыми исполнителями, среди которых «королева латиноамериканской музыки» колумбийская поп-певица Шакира и культовый аргентинский рок-гитарист и певец Луис «Эль Флако» Спинетта. Две песни в своём третьем альбоме Виктория Моретт исполнила в дуэте с аргентино-американским музыкантом Кевином Йохансеном и чилийско-аргентинским певцом-композитором Бенито Серати («Zero Kill»). Благодаря этому музыкальному проекту, после длительного перерыва Виктория возобновляет сольную карьеру, в следствии чего рождается её новый сценический псевдоним «La Maurette». В 2021-м году она записывает небольшой (EP) мини-альбом «Eterna», состоящий из четырёх новых песен. Спустя два года, в 2022-м выходит её четвёртый сольный альбом «Pop Me», с восемью авторскими композициями, а в 2024-м - пятая студийная работа под названием «Alter Ego». Ознакомиться с музыкальным творчеством Виктории Моретт можно на нескольких крупных музыкальных интернет-платформах.            

## Личная жизнь
Виктория свободно говорит на двух языках, испанском и английском, что позволяет ей участвовать в съёмках как испаноязычных, так и англоязычных фильмов. С 2002-го по 2004-й год она встречалась со своим коллегой по сериалу «Мятежный дух» актёром Пиру Саесом. Спустя пять лет, 11-го ноября 2010-го года Виктория вышла замуж за музыканта Эстебана Янга. На свадьбе присутствовали многие из её бывших коллег по телесериалу «Мятежный дух», в том числе Фелипе Коломбо, Бенхамин Рохас, Коко Маджио, Микаэла Васкес и Соледад Фандиньо. 15-го августа 2012-го года у пары родилась дочь Эмма Янг. В 2018-м году пара развелась. С тех пор она состоит в отношениях с аргентинским актёром и певцом Агустином Парделлой.

## Фильмография
| Год       | Русское название                                   | Оригинальное название                        | Роль                |
| --------- | -------------------------------------------------- | -------------------------------------------- | ------------------- |
| 2002-2003 | Мятежный дух (ТВ сериал)                           | Rebelde Way                                  | Виктория «Вико» Пас |
| 2004-2006 | Не бывает двух без трёх (ТВ сериал)                | No hay dos sin tres                          | Разные персонажи    |
| 2007      | Брошенный умирать                                  | Left for Dead                                | Клементина Темплтон |
| 2008      | Хищник: перерождение Дьявола                       | Dying God                                    | Ингрид              |
| 2009      | Кунг-фу Джо                                        | Kung Fu Joe                                  | Роковая женщина     |
| 2009      | Лос-Анджелес                                       | Los ángeles                                  | Лена                |
| 2009-2010 | Джейк и Блэйк (ТВ сериал)                          | Jake and Blake                               | Миранда             |
| 2010      | Лицом к пуле                                       | Bulettface                                   | Дара Маррен         |
| 2010      | Сказания о древней империи                         | Tales of an Ancient Empire                   | Кара                |
| 2011      | Театр Абсурда (сегмент: «Мать жаб»)                | The Theatre Bizarre                          | Карина              |
| 2014      | Люкс (ТВ сериал)                                   | Luxo                                         | Флоренция Коров     |
| 2016      | Пять минут после полуночи                          | 5 A.M. Cinco ante los miedos                 | Агус                |
| 2017      | Где Сьюзен? (короткометражный)                     | Where Is Susan?                              | Сьюзен              |
| 2017      | Что воды оставили позади                           | What the Waters Left Behind                  | Карла               |
| 2017      | В ловушке (короткометражный)                       | Atrapada                                     | Женщина             |
| 2018      | 27: Клуб проклятых                                 | 27: El club de los malditos                  | Дженис Джоплин      |
| 2018      | Некрономикон                                       | Necronomicón                                 | Мара                |
| 2018      | Карманные фильмы: Память (короткометражный)        | Pocket Films: Rememory                       | Мерседес            |
| 2019      | Всё ради карьеры                                   | Todo por el ascenso                          | Мойра               |
| 2020      | За кулисами: Создание «Театра Абсурда» (док/фильм) | Backstage: The Making of The Theatre Bizarre | Карина              |
| 2022      | Байки на Хэллоуин                                  | Satanic Hispanics                            | Виктория «Вики»     |

## Театральные работы
| Название                          | Год  | Роль     | Производство     |
| --------------------------------- | ---- | -------- | ---------------- |
| Волшебные моменты Диснея (мюзикл) | 2001 | Виктория | Гранд Рекс Театр |

## 6Дискография

### Альбомы и мини-альбомы (EP)
- 2005:  Paso a Paso
- 2009:  Victoria
- 2019:  Get Together
- 2021:  Eterna (EP)
- 2022:  Pop Me
- 2024:  Alter Ego

### Синглы
- 2003: «No Soy Asi»
- 2005: «Si Solo Supieras». «Buenas Noches». «Sin Querer»
- 2006: «Anque»
- 2019: «I'm Waiting For The Man» (La Maurette & Zero Kill)
- 2020: «Cuánto Más Soportás?» (Zero Kill feat. La Maurette)
- 2020: «Somos Love». «Ojos Abiertos»
- 2021: «Forajida». «Piel». «Submarino»
- 2022: «Hotel». «Repeat». «2000»
- 2022: «Pago El Error» (La Maurette & Jaff)
- 2022: «Si Solo Supieras». «Peli De Terror»
- 2023: «La Mami»
- 2023: «FXCK». «No Tomo AlplaX»
- 2024: «Un Rato». «No Llores». «Tu Edén»

## Награды и номинации
| Премия                                                         | Год  | Категория      | Номинированная работа | Результат |
| -------------------------------------------------------------- | ---- | -------------- | --------------------- | --------- |
| VIII Международный кинофестиваль «Рохо Сангре» в Буэнос-Айресе | 2007 | Лучшая актриса | Брошенный умирать     | Победа    |